# Азиатска златна котка
Азиатската златна котка (Catopuma temminckii), наричана още теминкова котка, е хищник от семейство Коткови, известен по-рано и под родовите имена Felis, Profelis или Pardofelis.

## Разпространение
Среща се в горите на Югоизточна Азия до 3000 m надм. вис: от Тибет и Непал до Югоизточен Китай, и от Североизточна Индия до о-в Суматра. По-рано разпространена до Централна Индия и на о-в Ява, но вече не се среща по тези места.

## Физическа характеристика
Азиатската златна котка е котка със средни размери: дължина на тялото от 66 до 105 cm, а на опашката 50 cm, тегло от 8,5 до 16 кг. Окраската ѝ е червеникаво до златисто-кафява, но се срещат и сивкави или изцяло черни екземпляри (меланизъм). Нарича се златна котка заради лекия златист оттенък от жълтеникавата основа на косъма. На муцуната има характерни бели и тъмни шарки, гърлото и гърдите също са бели, а лапите и върха на опашката обикновено са по-тъмни от останалата част на тялото. Въпреки че като цяло окраската ѝ е изчистена, без петна, подобно на пумата, в Китай се срещат и петнисти златни котки.

## Начин на живот и хранене
Азиатската златна котка обитава листопадни и вечнозелени дъждовни гори до 3000 м надм. вис., като предпочита скалисти местности. Въпреки че се смята за нощно животно с дървесен начин на живот, ловува и през деня, а според последните наблюдения предпочита да търси плячка на земята. Храни се предимно с гризачи и други дребни бозайници, птици, гущери, но напада и млади елени. Набезите ѝ над домашни животни са рядкост. Тази котка е една от малкото наблюдавани да се хранят с мърша.
Азиатската златна котка е териториален и самотен хищник, но има случаи при лов на по-едра плячка да ловува на двойки.

## Размножаване
След около 80 дни бременност женската ражда в хралупа или скална пукнатина обикновено само едно малко. От наблюденията направени в зоопарковете по света изглежда и мъжкият взема участие в отглеждането на малкото.
Полова зрялост тези котки достигат между 18 и 24-месечна възраст. Продължителността на живота им в плен е до 20 години, но на свобода живеят много по-кратко.

## Допълнителни сведения
В някои райони на Тайланд азиатската златна котка се нарича Seua fai (огнен тигър) и според местните вярвания огненият пламък в нейната козина прогонва тигрите. Смята се дори, че яденето на месо от златна котка има същия ефект. В местното племе карен вярват, че носенето на един-единствен косъм от тази котка предпазва човека от нападение на тигър.
Според местното население златната котка е смела и агресивна, и когато пази малките си напада много по-големи животни от нея. В плен обаче тези котки не демонстрират агресивно и нападателно поведение.

## Природозащитен статус
Азиатската златна котка е вписана в Червения списък на световнозастрашените видове на IUCN като уязвим вид. Местните жители я преследват заради козината и костите, които се използват в Китайската традиционна медицина. Главната заплаха за нея обаче идва от изсичането на горите в които живее, а в плен тази котка се размножава трудно.